# Leont de Metapont
Leont de Metapont (en llatí Leo o Leon Metapontus, en grec antic Λέων, -οντος) fou un filòsof pitagòric grec natural de Metapont.
L'esmenta Iàmblic (Pythag. Vit. 100.36) que no en dona cap detall ni tampoc l'època. Se l'ha identificat amb el Lleó al que Alcmeó de Crotona (segle vi aC) va dedicar el seu llibre Δόλος Φυσικός, o el Lleó fill de Neoclis, autor de Στοιχεῖα, Elementa sc. Geometrica, però aquesta obra és d'una data potser massa posterior (segle v aC).